# László Tábori
László Tábori (Geburtsname László Talabircsuk) (* 6. Juli 1931 in Košice; † 23. Mai 2018 in Los Angeles) war ein US-amerikanischer Mittel- und Langstreckenläufer ungarischer Herkunft.
1955 blieb er mit 3:59,0 als dritter Mensch überhaupt im Meilenlauf unter vier Minuten. Im selben Jahr stellte er gemeinsam mit dem Dänen Gunnar Nielsen den Weltrekord im 1500-Meter-Lauf von 3:40,8 min ein und wurde ungarischer Meister über diese Distanz.
1956 wurde er nationaler Meister im Crosslauf auf der Kurzstrecke. Bei den Olympischen Spielen in Melbourne wurde er Vierter über 1500 m und Sechster über 5000 m. Da kurz zuvor der Ungarische Volksaufstand niedergeschlagen worden war, setzte er sich nach den Spielen in die Vereinigten Staaten ab. 
In den USA arbeitete er zunächst in einer Fabrik für Rollstühle, später entwarf er Rollstühle. Da er für die USA noch nicht startberechtigt war, versäumte er die Teilnahme an den Olympischen Spielen 1960 in Rom. 1960 siegte er bei der Offenen Britischen Meisterschaft im Meilenlauf, 1961 wurde er US-Meister über drei Meilen.
Wie in Ungarn trainierte er bei seinem ungarischen Trainer Mihály Iglói.
László Tábori war später auch als Trainer erfolgreich. 1979 bekam er von Runners World den Preis als Bester Trainer des Jahres. Über 30 Jahren war er nach Abschluss seiner aktiven Karriere für den San Fernando Valley Track Club tätig. Er betreute unter anderem die Marathonläuferinnen Jacqueline Hansen und Miki Gorman. Als er dort aus Altersgründen ausschied, eröffnete er ein Sportschuhgeschäft.

## Persönliche Bestzeiten
- 1500 m: 3:40,8 min, 6. September 1955, Oslo
- 1 Meile: 3:59,0 min, 28. Mai 1955, London
- 5000 m: 13:52,6 min, 30. Juli 1960, London